# Inderkredsen
Inderkredsen (russisk: Ближний круг, engelsk: The Inner Circle) er en spillefilm fra 1991 instrueret af den russiske instruktør Andrej Kontjalovskij. Filmen er en amerikansk, russisk og italiensk co-produktion. 
Filmen handler om Stalins private filmoperatør og KGB-officer Ivan Santjin (baseret på virkelighedens Alex Gantjin) mellem 1939 og 1953, året hvor Stalin døde. Santjin spilles af Tom Hulce. I andre ledende roller er Lolita Davidovitj og Bob Hoskins. 
Inderkredsen deltog ved Filmfestivalen i Berlin.

## Medvirkende
- Tom Hulce som Ivan Santjin
- Lolita Davidovitj som Anastasia
- Bob Hoskins som Lavrentij Beria
- Aleksandr Zbrujev som Josef Stalin
- Fjodor Sjaljapin som Bartnev
- Vladimir Steklov som Khrustalev